# إكسبو 1906
إكسبو 1906 (بالإيطالية: L'Esposizione Internazionale del Sempione) هو معرض عالمي إنعقد سنة 1906 في ميلانو. سجل حضور 4,012,776 زائر. وغطى مساحة 250 فدان.

## ملخص
افتتح المعرض يوم 28 أبريل 1906، وأستمر حتى 31 أكتوبر من العام ذاته وشهد افتتاح نفق سيمبلون. وعقد المعرض في حديقة سيمبيون وساحة دي أرمي. وشهد المعرض عرضًا للفنون الجميلة والهندسة والصناعات جنبًا. وساهمت العديد من البلدان من أوروبا الغربية، والصين، واليابان، وتركيا،والولايات المتحدة، وكندا، والعديد من دول أميريكا الجنوبية.

## إرث

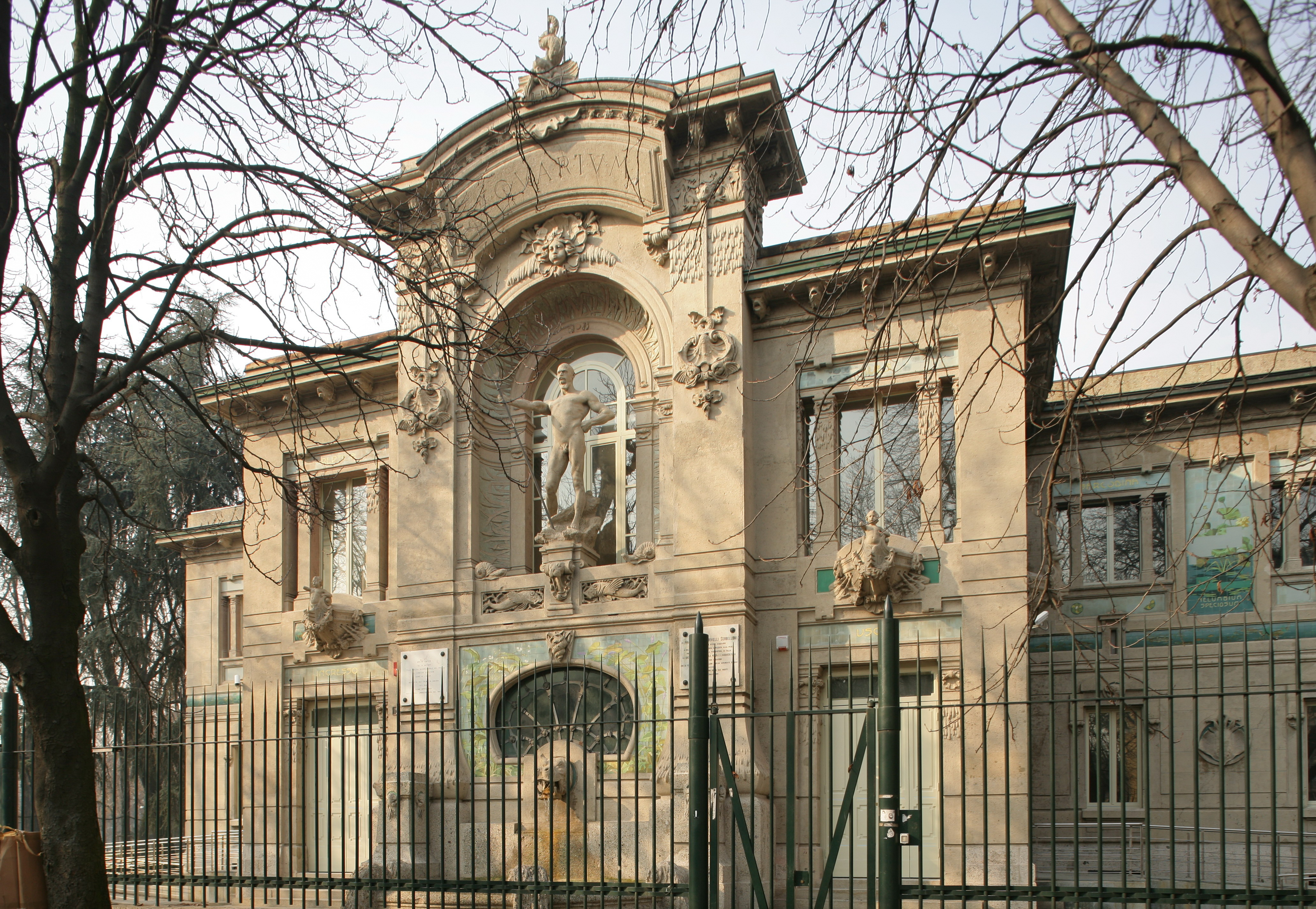
حوض ميلانو

اللجنة الدولية للصحة المهنية تأسست خلال معرض ميلانو الدولي ولازلت حتى الآن نشطة، كما بني حوض ميلانو آنذاك ولايزال قائمًا هو الآخر لليوم.